# Emigrazione transatlantica
Per emigrazione transatlantica si intendono i flussi migratori umani che, nel XIX e XX secolo, si spostavano dall'Europa all'America  attraverso navi specializzate  nel trasporto di passeggeri oltre Oceano.

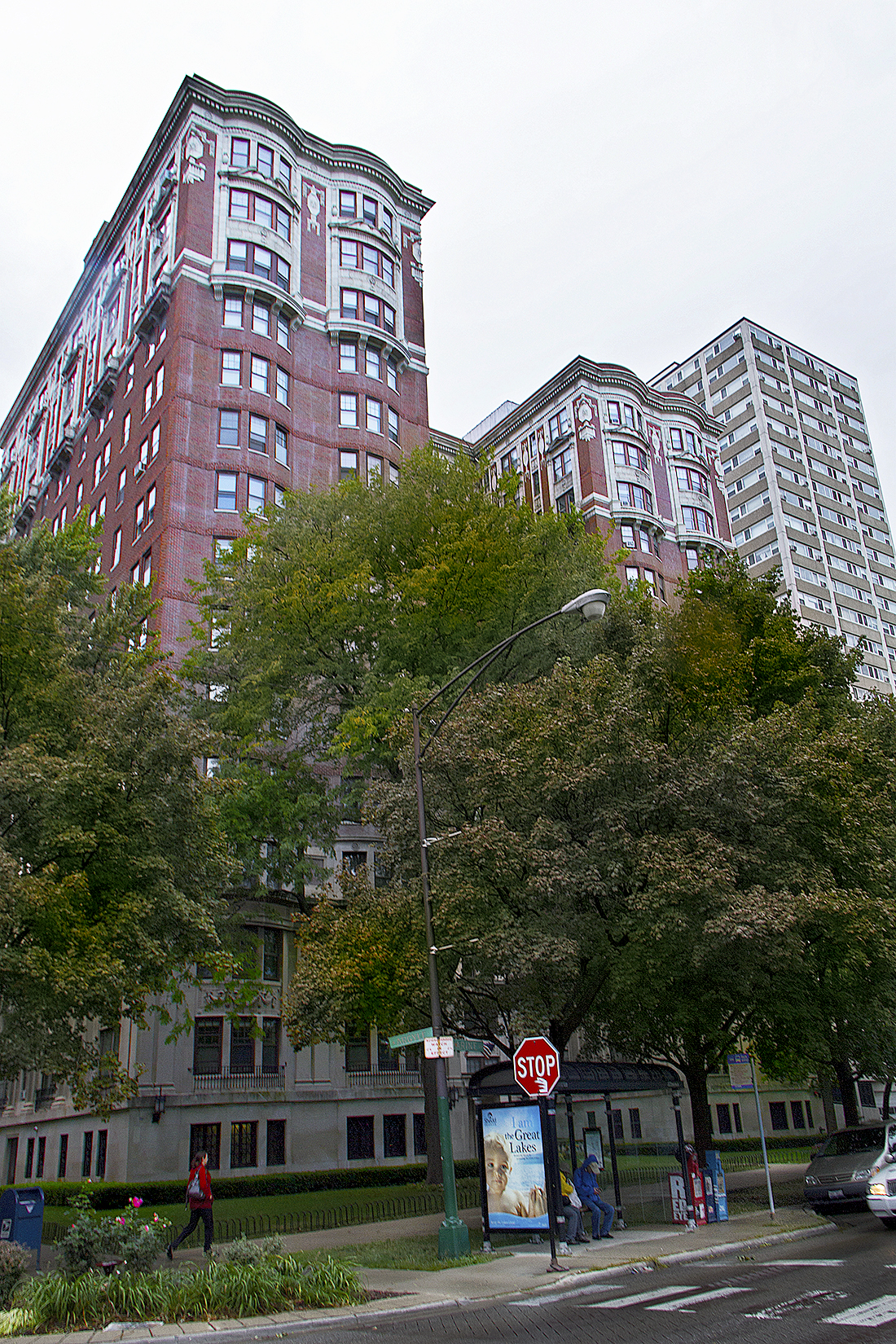
Transatlantico "Aquitania" 1911 - Capacità 3230 passeggeri

## Dal Redemptioner System al Sistema della Remittance
Prima dell'avvento delle navi a kerosene, gli emigranti europei viaggiavano su navi a vela sottoponendosi a traversate che, di solito, erano delle vere e proprie odissee per le condizioni  cui erano costretti a vivere a bordo.

La durata del viaggio era aleatoria perché dipendente dai venti e dalle correnti marittime; per questo risultava difficile per i passeggeri calcolare la quantità necessaria di viveri per non patire la fame.

La rivoluzione dei tempi di percorrenza sulle rotte transatlantiche, dovuta all'avvento della macchina a vapore impiegata anche nel settore marittimo, comportò la progressiva sostituzione dei velieri con i transatlantici, provocò una riduzione dei costi di navigazione e rese più agili e confortevoli le linee transatlantiche; la durata della traversata variava da 10 a 12 giorni.

Inoltre, le rotte transatlantiche e la frequenza delle partenze raddoppiarono, favorendo l'espansione dell'emigrazione di massa europea.

Il finanziamento del passaggio marittimo dopo il viaggio (Redemptioner System), venne sempre più sostituito dal pagamento anticipato prima della traversata (Sistema della Remittance) attraverso i biglietti prepagati.

## Espansione dei flussi migratori
Nella prima metà del XIX secolo, nell'economia atlantica si realizzarono alcune condizioni basilari per la libera espansione dei flussi migratori:
- interesse ad emigrare e libertà di emigrazione nelle aree di partenza
- fabbisogno di immigrazione e ampia disponibilità all'accoglienza senza restrizioni nelle aree di destinazione.

Fino alla prima guerra mondiale, il movimento di massa transatlantica andò sempre più sviluppandosi e fu frenato solo dopo la guerra dai tentativi di controllare e limitare i flussi migratori.

Secondo Baines
Nel XIX secolo, le cause che spingevano gli emigrati non erano sempre le stesse; nella maggior parte dei casi la spinta alla migrazione derivava dalla crescita demografica e dalla aleatorietà dell'economia agricola con ricorrenti carestie e dalla disoccupazione della classe artigiana con l'inizio dell'industrializzazione.
 
Nel dibattito scientifico si insiste sul fatto che l'immigrazione di massa europea del XIX secolo e dei primi anni del XX secolo fu soprattutto il risultato della pressione economico-demografica risultante dallo squilibrio tra crescita demografica e offerta di lavoro.

Secondo una stima di Korner nel periodo 1800-1910:
- le emigrazioni transatlantiche videro spostarsi 60 milioni di individui;
- l'aumento demografico della popolazione europea passò da 180 a 428 milioni di abitanti con un incremento del 140% in 110 anni;

Aggiungendo le percentuali di popolazione emigrata altrove, la crescita ipotetica sarebbe stata più del 200%.

Senza il fenomeno della migrazione di 60 milioni di migranti dall'Europa, che rappresentarono questa “uscita di emergenza”, la capacità di accoglienza dei mercati del lavoro industriali in evoluzione sarebbe rimasta per molto tempo assai limitata.

La prima guerra mondiale segnò la fine dei grandi movimenti transoceanici.

Gli Stati Uniti d'America adottarono una legislazione restrittiva per limitare e selezionare l'immigrazione e per evitare eccedenze che avrebbero potuto compromettere l'ottimo livello di vita raggiunto.
Dal 1846 al 1932 il flusso fu il seguente:
Inghilterra 16.196.000;
Italia 10.092.000;
Austria-Ungheria 5.196.000;
Germania 4.889.000;
Spagna 4.653.000;
Russia 2.253.000;
Irlanda 1.892.000;
Portogallo 1.805.000;
Svezia 1.203.000;
Norvegia 854.000;
Belgio+Olanda+Svizzera 749.000;
Polonia 642.000;
Francia 519.000;
Danimarca 387.000;
Finlandia 371.000.

### Il caso italiano
Una caratteristica della migrazione italiana verso il Nord e Sud America, era per la temporaneità  e la stagionalità.

La forza d'attrazione del Nord America per i migranti dell'Italia meridionale, ad esempio, era dovuta soprattutto ai costi favorevoli e alla celerità della linea transatlantica Napoli – New York.

Contadini con scarsi mezzi finanziari cercavano di guadagnarsi da vivere in attività dequalificate o a bassa qualifica nelle industrie  Nord americane o nel settore dei servizi.

Il Sud America offriva maggiori possibilità di integrazione ai coloni dell'area mediterranea grazie all'affinità della lingua: il 77% di tutti gli immigrati dal 1854 al 1924 era rappresentato da italiani o spagnoli e da coloni del Portogallo che avevano maggiori possibilità di acculturazione.

Il Nordamerica era però raggiungibile più velocemente e a costi inferiori, disponeva di mercati del lavoro più estesi, con un'ampia offerta di impiego per manodopera non qualificata.
La metà di tutti gli immigrati italiani tornava entro uno o al massimo due anni.
 
Un gruppo di migranti transatlantici, molto noto per il suo comportamento, era quello delle Golondrinas (le rondini) che secondo alcune stime erano, nel 1880, circa venticinquemila e nel 1914 circa centomila. Essi sfruttavano le opposte stagioni dei due emisferi, settentrionale e meridionale: lavoravano nel periodo del raccolto in Italia fino all'autunno inoltrato e poi partivano per lavori agricoli in Argentina; lasciavano poi il Sud America dopo il raccolto della frutta o la mietitura in autunno, per tornare in Italia in tempo per i lavori agricoli primaverili.
 
Dopo il 1880 il costo del viaggio transatlantico dal Sud Italia al Nord o Sud America costava meno di un viaggio in ferrovia dal Nord Italia al Nord della Germania.